# デリック・ブラウン
デリック・ブラウン（Derrick Paul Brown 1987年9月8日 - ）は、アメリカ合衆国カリフォルニア州オークランド出身のバスケットボール選手。ポジションはスモールフォワード。身長206cm、体重106kg。

## 経歴
ゼイビア大学を経て、2009年NBAドラフト2巡目40位で、シャーロット・ボブキャッツに指名を受けNBAのプレーヤーとなった。2012年9月のトレーニングキャンプ直前に、サンアントニオ・スパーズと契約したが、ロースターに残ることはできなかった。